# Система автоматичного регулювання
Систе́ма автомати́чного регулюва́ння (САР) — така система автоматичного керування (САК), задача якої полягає у підтримці на заданому рівні або зміні по заданому закону вихідної величини Y(t) об'єкта.
Система автоматичного регулювання складається з об'єкта регулювання та регулятора, що зазвичай містить елемент порівняння, вимірювальний елемент, підсилювач, виконавчий елемент та коригувальні пристрої.

## Різновиди САР
Автоматичні системи можна класифікувати за багатьма ознаками:
- за призначенням (системи керування технологічними режимами, апаратами і машинами),
- за характером керованих величин (системи регулювання температури, густини середовища, тиску тощо);
- за видом енергії, що використовується для керування (електричні, гідравлічні, пневматичні й ін.) і т. д.

За характером зміни задавального впливу автоматичні системи розділяють на три типи: системи стабілізації, програмні системи і слідкуючі системи.
У залежності від характеру задавальної дії X(t) (заданого значення керованої величини) розрізняють САР трьох видів:
- система стабілізації,
- система програмного управління,
- слідкуюча система.

Крім того, виділяють системи екстремального регулювання
Лінійними автоматичними системами називають такі системи, які можна описати з достатньою точністю лінійними рівняннями (алгебраїчними, диференціальними, рівняннями в кінцевих різницях і т. д. Лінійні системи поділяють на стаціонарні і нестаціонарні. Параметри лінійних стаціонарних систем незмінні у часі, ці системи описуються лінійними рівняннями з постійними коефіцієнтами. Лінійні нестаціонарні системи мають змінні у часі параметри і описуються лінійними рівняннями із змінними коефіцієнтами.
Нелінійні системи — автоматичні системи, динаміка яких описується нелінійними рівняннями. Більшість автоматичних систем є нелінійними. Нелінійності виникають з різних причин: через наявність зон нечутливості і зони насичення в статичних характеристиках окремих елементів, при включенні в керувальний пристрій системи нелінійних елементів (реле) тощо. Якщо нелінійності сильно впливають на динамічні властивості системи, то їх враховують і досліджують систему як нелінійну. Однак у багатьох випадках, особливо в системах із зворотними зв'язками при малих відхиленнях, нелінійності впливають неістотним чином, і такі системи можна вважати лінійними.
Зі схеми (рис. 1) видно, що регулятор виконує функцію зворотного зв'язку (сигнал з виходу об'єкта надходить на його вхід). Зворотний зв'язок, утворений регулятором, звичайно називається головним зворотним зв'язком (ГЗЗ).